# Phan Thị Hà Thanh
Phan Thị Hà Thanh (Haiphong, Vietnam, 16 de octubre de 1991) es una gimnasta artística vietnamita, medallista de bronce en el Mundial de Tokio 2011.

## 2011
En el mundial celebrado en Tokio consiguió el bronce en la prueba de salto de potro, tras la estadounidense  McKayla Maroney y la alemana Oksana Chusovitina.